# Пикеринг (лунный кратер)
Кратер Пикеринг (лат. Pickering), не путать с кратером Пикеринг на Марсе, — небольшой ударный кратер в центральной части видимой стороны Луны. Название присвоено в честь американских астрономов Эдуарда Чарлза Пикеринга (1846—1919) и Уильяма Генри Пикеринга (1858—1938); утверждено Международным астрономическим союзом в 1935 г.

## Описание кратера

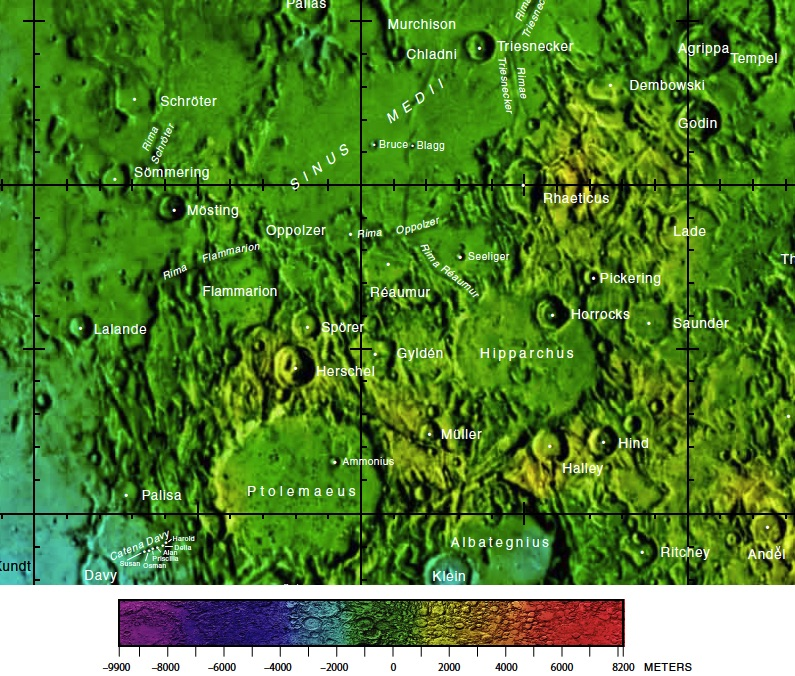
Окрестности кратера Пикеринг. Фрагмент карты видимой стороны Луны.

Ближайшими соседями кратера являются кратер Зелигер на западе-северо-западе; кратер Рэтик на северо-западе; кратер Ладе на востоке-северо-востоке; кратер Сондер на юго-востоке; кратеры Хоррокс и Гиппарх на юго-западе. На северо-западе от кратера расположен Залив Центральный. Селенографические координаты центра кратера 2°53′ ю. ш. 6°59′ в. д. / 2,88° ю. ш. 6,99° в. д., диаметр 15,4 км, глубина 2740 м.
Кратер Пикеринг имеет циркулярную чашеобразную форму с небольшим участком плоского дна и практически не разрушен. Вал с четко очерченной острой кромкой и гладким внутренним склоном с высоким альбедо, юго-западная часть вала немного спрямлена. Высота вала над окружающей местностью достигает 560 м. По морфологическим признакам кратер относится к типу BIO (по названию типичного представителя этого класса — кратера Био). Кратер является центром системы лучей распространяющейся на расстояние около 160 км и включен в список кратеров с яркой системой лучей Ассоциации лунной и планетарной астрономии (ALPO).
Кратер Пикеринг относится к числу кратеров, в которых зарегистрированы температурные аномалии во время затмений. Объясняется это тем, что подобные кратеры имеют небольшой возраст и скалы не успели покрыться реголитом, оказывающим термоизолирующее действие.

## Сателлитные кратеры

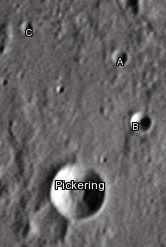
Снимок Девида Кемпбелла.

| Пикеринг | Координаты                                        | Диаметр, км |
| -------- | ------------------------------------------------- | ----------- |
| A        | 1°35′ ю. ш. 7°03′ в. д. / 1,58° ю. ш. 7,05° в. д. | 4,5         |
| B        | 2°07′ ю. ш. 7°23′ в. д. / 2,11° ю. ш. 7,39° в. д. | 5,5         |
| C        | 1°32′ ю. ш. 6°09′ в. д. / 1,54° ю. ш. 6,15° в. д. | 3,3         |

## См.также
- Список кратеров на Луне
- Лунный кратер
- Морфологический каталог кратеров Луны
- Планетная номенклатура
- Селенография
- Минералогия Луны
- Геология Луны
- Поздняя тяжёлая бомбардировка